# Alexandre Duyck
Pour les articles homonymes, voir Duyck (homonymie).
 (octobre 2020).
Alexandre Duyck, né à Lyon, est un journaliste et écrivain français.
Longtemps grand reporter au Journal du dimanche, il travaille depuis 2015 comme journaliste indépendant pour plusieurs médias français. Il est également l'auteur d'une douzaine d'ouvrages, dont les romans Avec toi je ne crains rien (Actes Sud, 2024), Augustin (2018) et le récit autobiographique Un effondrement (2020).

## Biographie
Après des études à l'Institut d'études politiques de Grenoble et l'École supérieure de journalisme de Lille, Alexandre Duyck fait ses débuts au service des sports du Journal du dimanche comme reporter.
En 2000, il intègre le service Société du Journal du dimanche comme reporter puis comme grand reporter et chef-adjoint du service.
En 2010, il intègre le service Étranger du Journal du dimanche comme grand reporter et chef-adjoint du service. Il se rend notamment en Tunisie et en Égypte pour couvrir les événements liés au « Printemps arabe », en Irak, à Gaza, en Afrique du Sud, en Argentine, aux États-Unis, en Israël, en Turquie, à Hong Kong...
En 2015, Alexandre Duyck quitte la rédaction du Journal du dimanche et devient journaliste indépendant.
Il réalise deux reportages en République démocratique du Congo et en Italie pour l'émission de télévision L'Effet papillon diffusée sur Canal+.
En 2016, il réalise une enquête pour l'émission Vox Pop diffusée sur Arte sur l'obtention par la France de l'organisation du championnat d'Europe de football 2016. Il réalise ensuite plusieurs reportages pour l'émission Invitation au voyage, également sur Arte. 
En 2015, Alexandre Duyck participe à l'écriture du livre Mémoires, de Beate et Serge Klarsfeld, publié chez Fayard et Flammarion.
Depuis 2015, il collabore régulièrement pour les magazines Le Monde, M le magazine du Monde, Le Journal du dimanche (jusqu'en 2023), L'Équipe, Marie Claire, La Tribune du Dimanche, Vanity Fair et Causette pour lesquels il écrit des reportages, des portraits et des enquêtes. Il écrit également pour le quotidien suisse Le Temps. 
Alexandre Duyck enseigne dans plusieurs écoles de journalisme françaises : CFJ, CFPJ, ESJ Lille, ESJ Pro, École de journalisme de Toulouse (EJT).
Le 10 octobre 2018, Alexandre Duyck publie son premier roman, Augustin, paru aux Éditions Jean-Claude Lattès. Ce livre retrace de façon romancée et documentée, à la première personne, les derniers jours de la vie d'Augustin Trébuchon, dernier Poilu tombé au champ d'honneur dans les Ardennes le 11 novembre 1918. L'ouvrage est primé lors de l'édition 2020 du Festival du premier roman de Chambéry. En octobre 2020, il publie un deuxième ouvrage aux éditions Jean-Claude Lattès, un récit autobiographique intitulé Un effondrement. En avril 2024, il publie chez Actes Sud son deuxième roman, Avec toi je ne crains rien (Coup de cœur Montblanc au salon du livre de Genève 2024).

## Publications
- Chasseur de nazis, avec Efraim Zuroff, Michel Lafon, Paris, 2008, 235 p.
- Chaque visage a une histoire, avec Laurent Lantieri, Flammarion, Paris, 2012, 208 p.
- Mémoires, de Beate et Serge Klarsfeld (participation à l'écriture du texte et initiateur du projet), Fayard & Flammarion, Paris, 2015, 687 p.
- La République des rumeurs, Flammarion, Paris, 2016, 384 p.
- Chantal Mauduit, elle grimpait sur les nuages, éditions Paulsen, 2016, 226 p.
- Charles de Foucauld explorateur, éditions Paulsen, Paris, 2016, 139 p.
- Les Voies de la terreur, avec Jean-Louis Bruguière, Fayard, Paris, 2016, 304 p.
- L'Irrésistible Ascension, les dessous d'une présidentielle insensée, Flammarion, Paris, 2017, 304 p.
- De la rue au monastère, Bayard, Paris, 2018, 200 p.
- Augustin, Jean-Claude Lattès, Paris, 2018, 250 p.
- Un effondrement, Jean-Claude Lattès, 2020, 216 p.
- Avec toi je ne crains rien, Actes Sud, 2024, 204 p.